# جی ای راتکلیف
 جی ای راتکلیف (انگلیسی: J. A. Ratcliffe؛ زاده ۱۲ دسامبر ۱۹۰۲ درگذشته ۲۵ اکتبر ۱۹۸۷) یک دانشمند اهل بریتانیا بود.
وی همچنین برنده جوایزی همچون مدال پادشاهی شده است.